# Страна (телевизионен канал)
Страна е обществена телевизия в Русия, основана на 26 ноември 2009 година от Общоруската държавна телевизионна и радиопредавателна компания.

## Ръководство

### Генерални директори
- Константин Колпаков (2009-2010)[1]
- Олеся Данилова (от 2010 година)

### Главни редактори
- Андрей Жданов (2009-2010)[1]
- Владислав Николаев (2010-2015)
- Наталия Литовко (от 2015 година)

## Логотип
- Трети логотип (12 юни 2015 – 4 септември 2016 г.)
- Последен логотип (5 септември 2016 – 30 ноември 2017 г.)